# Heterargus subaequus
Heterargus subaequus là một loài bọ cánh cứng trong họ Zopheridae. Loài này được Broun miêu tả khoa học năm 1914.